# Córrego do Ouro
Córrego do Ouro este un oraș în Goiás (GO), Brazilia.